# Gastrine
Gastrine is een hormoon met als voornaamste doel het stimuleren van de maagzuurproductie. Gastrine wordt (hoofdzakelijk) afgescheiden door G-cellen gelegen in het antrum van de maag, maar gastrine wordt ook afgescheiden door het duodenum of jejunum.

## Synthese
Gastrine is gecodeerd op een enkel gen gelegen op chromosoom 17 (17q21). Het actieve hormoon wordt verkregen uit een precursor eiwit van 101 aminozuren lang, preprogastrine genaamd. Door op elkaar volgende enzymatische splitsingen worden uiteindelijk verschillende actieve vormen van gastrine verkregen. De meest voorkomende, maar niet enige, vormen zijn gastrine-34 en gastrine-17 waarbij het getal staat voor het aantal aminozuren. Gastrine wordt gesynthetiseerd op het endoplasmatisch reticulum, daarna verwerkt in het golgiapparaat en ten slotte verpakt in secretoire granules.

## Fysiologie
Gastrine wordt afgescheiden in de bloedbaan als reactie op bepaalde prikkels. Het nuttigen van een maaltijd, waarbij de maag wordt opgerekt, er eiwitten en aminozuren in de maag komen, de nervus vagus wordt geprikkeld en de pH in de maag stijgt zijn hierbij van belang. Met name de stijging van de pH is een zeer belangrijke stimulus voor G-cellen om gastrine af te scheiden in de bloedbaan. 
Maagzuur (zoutzuur, HCl) wordt afgescheiden in het lumen van de maag door de pariëtale cellen. Gastrine kan op twee verschillende manieren parietale cellen aanzetten tot de productie en secretie van HCl. Direct, via de cholecystokinine-2 (CCK2) receptor gelegen op de pariëtale cel. Of indirect via de enterochromaffine cellen (ECL). De indirecte manier is veruit de belangrijkste. Ook op de ECL-cel is de CCK2-receptor aanwezig. Stimulatie door gastrine van de CCK2-receptor stimuleert de ECL-cel tot secretie van histamine, wat vervolgens via de histaminereceptor op de pariëtale cel de secretie van HCl stimuleert. Hierop berust de werking van H2-receptorantagonisten, welke de maagzuurproductie remmen.
De secretie van gastrine, en dientengevolge de secretie van HCl, wordt geremd door een lage pH door middel van een negatieve feedback-loop. Als deze terugkoppelingslus wordt doorbroken door bijvoorbeeld het gebruik van maagzuurremmers (zoals protonpompremmers of H2-receptorantagonisten) of door een autonoom gastrineproducerende tumor (gastrinoom, syndroom van Zollinger-Ellison) kunnen er zeer hoge gastrineconcentraties in het bloed ontstaan. Gastrinomen zijn maligne tumoren, meestal in het pancreas, ook wel in het duodenum en zelden elders gelegen.

## Indicaties
- Ulcera peptica die eventueel gepaard gaan met diarree en malabsorptie
- Recidiverende ulcera na maagresectie
- Syndroom van Zollinger-Ellison
- Antrum-G-celhyperplasie
- Atrofische gastritis
- Verdenking MEN-1-syndroom

## Stimulatietesten
Er zijn verschillende stimulatietesten om de oorzaak van verhoogde gastrinewaarden te onderscheiden; secretinetest, calciuminfusietest en een standaard proefmaaltijd.
Bij patiënten met een gastrinoom wordt er een duidelijk stijging waargenomen na uitvoering van de secretinetest en de calciuminfusietest. Deze stijging wordt niet gezien bij gezonde personen of patiënten met antrum-G-celhyperplasie. Er is echter bij patiënten met een gastrinoom nauwelijks een stijging van de gastrineconcentratie te zien na een proefmaaltijd, terwijl deze stijging wel wordt waargenomen bij gezonde personen of patiënten met antrum-G-celhyperplasie.

## Andere eigenschappen
De laatste jaren staat gastrine ook steeds meer in de belangstelling vanwege de mogelijk rol bij het ontstaan van dikkedarmkanker. Ondanks dat er in verschillende onderzoeken is aangetoond dat gastrine proliferatieve eigenschappen heeft en ook daadwerkelijk wordt aangetoond bij weefselonderzoek van adenomen en dikkedarmkanker, blijft het de vraag of de rol van gastrine significant is.